# Xylomimus
Xylomimus is een kevergeslacht uit de familie van de boktorren (Cerambycidae). De wetenschappelijke naam van het geslacht werd voor het eerst geldig gepubliceerd in 1865 door Bates.

## Soorten
Xylomimus is monotypisch en omvat slechts de volgende soort:
- Xylomimus baculus Bates, 1865